# Aurora (entreprise)
Pour les articles homonymes, voir Aurora.
Aurora est un fabricant italien d'instruments d'écriture, stylos-plumes, papier et articles en cuir, fondé sous le nom de Fabbrica Italiana de Penne a Serbatoio-Aurora en 1919 par Isaia Levi, au 9 rue Basilica, à Turin. Leurs produits représentent les premiers véritables stylos plumes italiens et sont encore fabriqués dans leur usine à Turin,,,.

## Histoire
En 1925, Aurora commence la production de stylos-plume de différentes couleurs, fabriqués en celluloïd. La plupart des produits de la marque sont depuis fabriqués en ce matériau. Quatre ans après, l'entreprise s'ouvre aux marchés espagnol, suédois et polonais. Le modèle Ethiopia, lancé en 1935, est introduit à l'occasion de la colonisation italienne de l'Éthiopie.
Dans le contexte de la seconde Guerre mondiale, les locaux d'Aurora sont détruits par un bombardement à Turin, en 1943. L'entreprise relocalise son siège à l'Abbadia di Stura par la suite. En 1947, la marque introduit l'Aurora 88, un modèle conçu par Marcello Nizzoli pour concurrencer le stylo-plume Parker 51.
Dans les années 1960, Aurora est rachetée par la famille Verona,
Un stylo-plume Hastil de la marque, conçu en 1959 par l'architecte italien Marco Zanuso, fait partie de la collection du MoMA, à New York.